# Makara

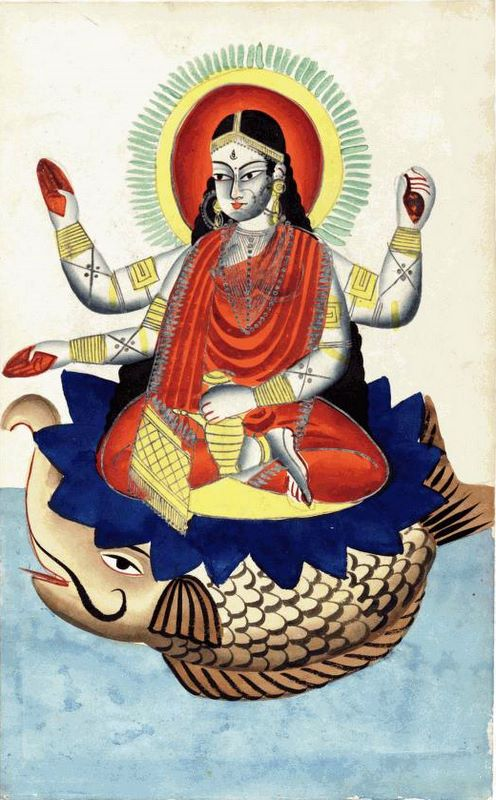
Un mákara como vájana (‘vehículo’) de la diosa Ganga (personificación del río Ganges). Pintura de 1875 en Kalighat (India).

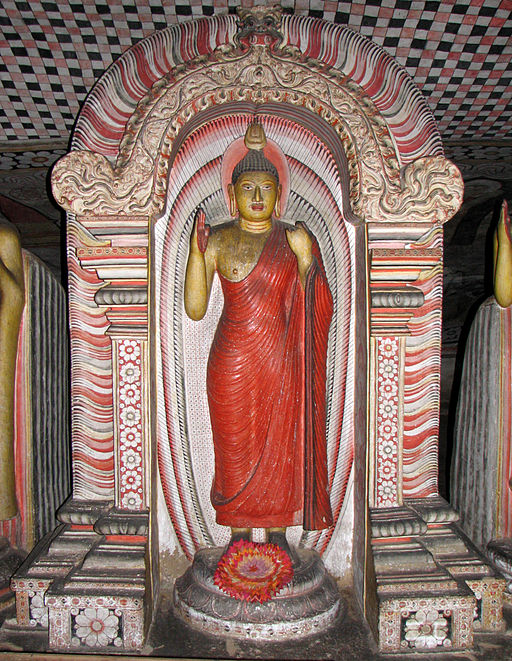
Torana de makara sobre Buda Gautama, Cueva de Templo de Oro de Dambulla, Sri Lanka.

El mákara es un monstruo marino de la mitología hindú.
- makara, en el sistema IAST de transliteración.
- मकर, en escritura devánagari.

Es el vájana (montura) de Váruna (el dios del mar).
Es el emblema de Kama Devá (del dios del amor).
Es el símbolo del noveno arjat del avasarpiṇī actual, se lo representa como un adorno en las puertas o en los sombreros.

## Iconografía
A veces se lo considera idéntico a un cocodrilo, tiburón o delfín.
Según otros, tiene cabeza y pies de antílope, caparazón de tortuga, de color verde y azul.[cita requerida]

## Mitología de Sri Lanka

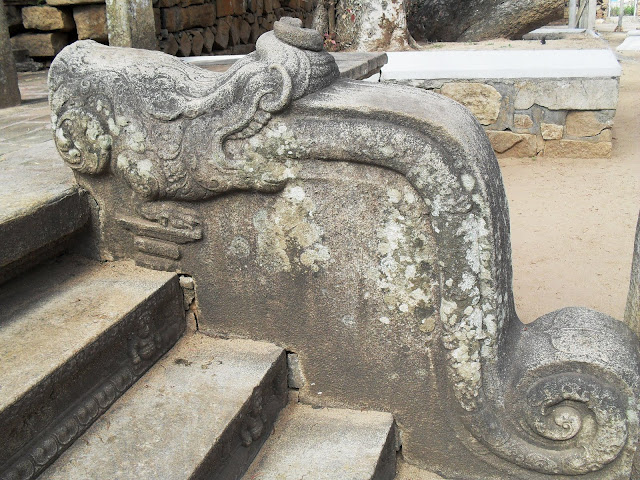
Balaustre del Dragón en las escaleras de entrada al Jaya Sri Maha Bodhi en Anuradhapura, Sri Lanka.

Makara es el término cingalés para dragón, una figura importante en la cultura budista cingalesa en Sri Lanka. Se suele representar en toranas en la arquitectura de templos budistas y en objetos de prestigio como en kastanes.
En ilustraciones antiguas cingalesas, Makara es una criatura quimérica, formada por partes del cuerpo de seis o siete animales, como un tronco de elefante, mandíbulas de cocodrilo, orejas de ratón o de mono, colmillos de jabalíes, pluma de cola de pavo real y pies de león. Otras veces, es considerado un monstruo marino, representado como el signo del zodíaco correspondiente con Capricornio, con cabeza y patas delanteras de un antílope y cola y cuerpo de pez.

## Otros significados
Según el Sanskrit-English Dictionary del británico Monier Monier-Williams (1819-1899):
- una especie particular de insectos u otros animales pequeños.
- Nombre del décimo signo del zodiaco (Capricornio)
- el décimo arco de 30° en cualquier círculo.
- un ejército de soldados formando la silueta de un makara.[3]
- makara-kuṇḍala: un aro con forma de makara.[4]
- mudrá con las manos unidas con la forma de un makara.
- uno de los 9 tesoros de Kúbera (el tesorero de los dioses).
- uno de los 8 tesoros mágicos llamados padminī.[5]
- un mantra mágico que se recita sobre las armas.[6]
- Nombre de una montaña.[7]